# Kaj Henning Schmidt
Kaj Henning Schmidt (født 22. juni 1920, død 21. juni 1999) var en dansk modstandsmand og senere lærer, han planlage sabotager og stod for nogen af BOPAs største aktioner, blandt andet sabotagen mod Radiofabrikken Always. Han havde dæknavnet Niels.

## Liv og karriere
Schmidt tog i 1939 til Finland med en kammerat for at blive frivillig i Vinterkrigen, men blev ikke hvervet. Da den tyske besættelse af Danmark begyndte, befandt Schmidt sig i Sverige, hvorfra han forsøgte at komme til Norge for at deltage i modstandskampen der. Dette lykkedes dog ikke. I Danmark kom han med i modstandsgruppen BOPA, hvor han blev gruppeleder og var med til at planlægge og udføre flere store sabotageaktioner. Blandet andet var han med i sabotagen mod Radiofabrikken Always, og han smuglede sammen med en kammerat 75 kg sprængstof ind på våbenfabrikken Riffelsyndikatet, hvor han arbejdede som værktøjsmager.
Han flygtede efter flere store aktioner til Sverige, men vendte tilbage og blev anholdt på Anholt af en dansk betjent den 12. januar 1944. Han var i Frøslevlejren krigen ud. Efter krigen levede Schmidt en omflakkende tilværelse, indtil han valgte og læse til lærer på Københavns Aftenseminarium. Efter en hjerneblødning kom Schmidt i 1998 på plejehjemmet Bernadottegården, hvor han afgik ved døden nogle år efter.